# Gobiobotia abbreviata
Gobiobotia abbreviata är en fiskart som beskrevs av Fang och Wang, 1931. Gobiobotia abbreviata ingår i släktet Gobiobotia och familjen karpfiskar. Inga underarter finns listade i Catalogue of Life.